# Moonachie
Moonachie es un borough situado en el condado de Bergen, Nueva Jersey, Estados Unidos. Tiene una población estimada, a mediados de 2024, de 3168 habitantes.

## Geografía
La localidad está ubicada en las coordenadas 40°50′29″N 74°03′28″O / 40.84139, -74.05778 (40.841334, -74.057671).

## Demografía
Según la estimación 2019-2023 de la Oficina del Censo, los ingresos medios de los hogares de la localidad son de $108,359 y los ingresos medios de las familias son de $118,929. Alrededor del 4.0% de la población está por debajo de la línea de pobreza.